# 韓文侯
韓文侯（？—前377年），韓烈侯之子。韓文侯二年（前385年），進攻鄭國，佔領陽城（今河南登封東南）。又進攻宋國，打到彭城（今江蘇徐州市），俘虜宋國國君。七年，進攻齊國，打到桑丘（山東濟寧）。十年，韓文侯去世，子哀侯即位。 
| 前任： 父韓烈侯 | 韓國君主 前387年-前377年 | 繼任： 子韓哀侯 |

1. ↑  《史记·三十世家·韩世家》文侯二年，伐郑，取阳城。伐宋，到彭城，执宋君。七年，伐齐，至桑丘。郑反晋。九年，伐齐，至灵丘。十年，文侯卒，子哀侯立。